# Spisak sletanja na vanzemaljska tela
Ovo je lista svih sletanja svemirskih letelica na druge planete i tela u Sunčevom sistemu, uključujući meka sletanja i nameravano i nenamerno tvrdo sletanje. Na listi se nalaze orbiteri koji su namerno srušeni, ali ne i orbiteri koji su se kasnije neplanirano srušili usled raspada orbite.

## Sletanje
Ključ u boji:
| – Neuspešno meko sletanje, namerno tvrdo sletanje ili je misija još uvek u toku.                                                      |
| – Uspešno meko sletanje sa razumljivim vraćanjem podataka. Žućkasta nijansa ukazuje na vanzemaljsko tlo.                              |
| – Uspešno meko sletanje, vraćanje razumljivih podataka i povratak uzorka na Zemlju. Zelenkasta nijansa ukazuje na kopneni povratak.   |
| – Uspešno meko sletanje, data/glas/video komunikacija, povratak uzorka na Zemlju i bezbedno sletanje astronauta i povratak na Zemlju. |

## Planete

### Merkur
| Misija    | Država/Agencija            | Datum sletanja/Udara | Kordinate                                              | Napomene                           |
| --------- | -------------------------- | -------------------- | ------------------------------------------------------ | ---------------------------------- |
| MESSENGER | Sjedinjene Američke države | 30 April 2015        | Verovatno oko 54.4° N, 149.9° W, blizu kratera Janaček | Namerno se srušio na kraju misije. |

### Venera
| Misija                   | Država/Agencija | Datum sletanja/Udara | Kordinate                                                                   | Napomene |
| ------------------------ | --------------- | -------------------- | --------------------------------------------------------------------------- | --- |
| Venera 3                 | SSSR            | 1 Mart 1966          | Verovatno oko -20° do 20° N, 60° do 80° E                                   | Prvi udar na površinu druge planete. Kontakt izgubljen pre ulaska u atmosferu. |
| Venera 4                 | SSSR            | 23 Oktobar 1967      | Procenjeno blizu 19° N 38° E / 19° С; 38° И.                                | Zgnječen atmosferskim pritiskom pre udara. |
| Venera 5                 | SSSR            | 16 Maj 1969          | 3° S 18° E / 3° Ј; 18° И                                                    | Atmosferska sonda; zgnječen atmosferskim pritiskom pre udara. |
| Venera 6                 | SSSR            | 17 Maj 1969          | 5° S 23° E / 5° Ј; 23° И                                                    | Atmosferska sonda; zgnječen atmosferskim pritiskom pre udara. |
| Venera 7                 | SSSR            | 15 Decembar 1970     | 5° S 351° E / 5° Ј; 351° И                                                  | Prvo uspešno meko sletanje na drugu planetu; prenosio sa površine 23 minuta. Letelica je definitivno potvrdila da ljudi ne mogu da prežive na površini Venere i isključila mogućnost bilo kakve tečne vode na Veneri. |
| Venera 8                 | SSSR            | 22 Jul 1972          | U radijusu od 150 km (93 mi) od 10° 42′ Ј; 335° 15′ И / 10.70° Ј; 335.25° И | Mekano sletanje; prenosio je sa površine 50 minuta. |
| Venera 9 lander          | SSSR            | 22 Oktobar 1975      | U radijusu od 150 km (93 mi) od 31° 01′ С; 291° 38′ И / 31.01° С; 291.64° И | Mekano sletanje; prenosio sa površine 53 minuta. Prve slike sa površine. |
| Venera 10 lander         | SSSR            | 25 Oktobar 1975      | U radijusu od 150 km (93 mi) od 15° 25′ С; 291° 31′ И / 15.42° С; 291.51° И | Mekano sletanje; prenosio sa površine 65 minuta. |
| Pioneer Venus Multiprobe | SAD             | 9 Decembar 1978      | Dnevna sonda 31° 18′ Ј; 317° 00′ И / 31.3° Ј; 317.0° И                      | Preživeo je udar i nastavio da emituje sa površine 67 minuta. |
| Pioneer Venus Multiprobe | SAD             | 9 Decembar 1978      | Noćna sonda 28.7°S 56.7°E                                                   | Preživeo je udar i nastavio da prenosi sa površine 2 sekunde. |
| Pioneer Venus Multiprobe | SAD             | 9 Decembar 1978      | Severna sonda 59.3°N 4.8°E                                                  | Signal je izgubljen pri udaru. |
| Pioneer Venus Multiprobe | SAD             | 9 Decembar 1978      | Velika sonda 4.4°N 304.0°E                                                  | Signal je izgubljen pri udaru. |
| Venera 12 lander         | SSSR            | 21 Decembar 1978     | 7° S 294° E / 7° Ј; 294° И                                                  | Mekano sletanje; prenosio sa površine 110 minuta. |
| Venera 11 lander         | SSSR            | 25 Decembar 1978     | 14° S 299° E / 14° Ј; 299° И                                                | Mekano sletanje; prenosio sa površine 95 minuta. |
| Venera 13 lander         | SSSR            | 1 Mart 1982          | 7° 30′ Ј; 303° 00′ И / 7.5° Ј; 303° И                                       | Mekano sletanje; prenosio sa površine 127 minuta. Prve fotografije u boji njegove površine, a snima i atmosferske šumove vetra, prve zvukove koji se čuju sa druge planete.                                           |
| Venera 14 lander         | SSSR            | 5 Mart 1982          | 13° 15′ Ј; 310° 00′ И / 13.25° Ј; 310° И                                    | Mekano sletanje; prenosio sa površine 57 minuta. |
| Vega 1 lander            | SSSR            | 11 Jun 1985          | 7° 12′ С; 177° 48′ И / 7.2° С; 177.8° И                                     | Mekano sletanje; neki instrumenti nisu uspeli da vrate podatke. |
| Vega 2 lander            | SSSR            | 15 Jun 1985          | 7° 08′ Ј; 177° 40′ И / 7.14° Ј; 177.67° И                                   | Mekano sletanje; prenosio sa površine 57 minuta. |

### Mars
| Misija                                              | Država/Agencija | Datum sletanja/Udara | Kordinate                                               | Napomene |
| --------------------------------------------------- | --------------- | -------------------- | ------------------------------------------------------- | --- |
| Mars 2 lander                                       | SSSR            | 27 Novembar 1971     | 45° S 30° W / 45° Ј; 30° З                              | Prvi objekat koji je napravio čovek na Marsu. Nema kontakta nakon pada.                                                                               |
| Mars 3 lander                                       | SSSR            | 2 Decembar 1971      | 45° S 158° W / 45° Ј; 158° З                            | Prvo meko sletanje na Mars. Prenos je počeo oko 90 sekundi nakon sletanja. Emitovao je delimičnu sliku 14,5 sekundi pre nego što je signal izgubljen. |
| Mars 6 lander                                       | SSSR            | 12 Mart 1974         | 23° 54′ Ј; 19° 25′ З / 23.90° Ј; 19.42° З               | Kontakt izgubljen pri sletanju. |
| Viking 1 lander                                     | SAD             | 20 Jul 1976          | 22° 41′ 49″ С; 48° 13′ 19″ З / 22.697° С; 48.222° З     | Uspešno meko sletanje. Prvo slanje slika u boji, kao i izvođenje bioloških eksperimenata sa marsovskim tlom.                                          |
| Viking 2 lander                                     | SAD             | 3 Septembar 1976     | 48° 16′ 08″ С; 134° 00′ 36″ И / 48.269° С; 134.010° И   | Uspešno meko sletanje. |
| Mars Pathfinder i Соџурнер rover                    | SAD             | 4 Jul 1997           | 19° 08′ С; 33° 13′ З / 19.13° С; 33.22° З               | Prvo sletanje na vazdušne jastuke na Marsu i prvi Mars rover.                                                                                         |
| Mars Polar Lander i dva penetratora Deep Space 2    | SAD             | 3 Decembar 1999      | 73° N 210° W / 73° С; 210° З                            | Kontakt je izgubljen pre sletanja. |
| Бигл 2                                              | UK/ ESA         | 25 Decembar 2003     | 11° 31′ 35″ С; 90° 25′ 46″ И / 11.5265° С; 90.4295° И   | Uspešno meko sletanje. Nema kontakta zbog solarnih "latica" koje se ne otvaraju u potpunosti, blokirajući antenu.                                     |
| MER-A Spirit                                        | SAD             | 3 Januar 2004        | 14° 34′ 18″ Ј; 175° 28′ 43″ И / 14.5718° Ј; 175.4785° И | Mars rover. Kontakt izgubljen 22. marta 2010. |
| MER-B Opportunity                                   | SAD             | 25 Januar 2004       | 1° 56′ 46″ Ј; 5° 31′ 36″ З / 1.9462° Ј; 5.5266° З       | Mars rover. Kontakt izgubljen 10. juna 2018. |
| Phoenix                                             | SAD             | 25 Maj 2008          | 68° 13′ 08″ С; 125° 44′ 57″ З / 68.2188° С; 125.7492° З | Uspešno meko sletanje u severnom polarnom regionu. |
| Mars Science Laboratory (Curiosity)                 | SAD             | 6 Avgust 2012        | 4° 35′ 22″ Ј; 137° 26′ 30″ И / 4.5895° Ј; 137.4417° И   | Mars rover. Sleteo u krater Gale. |
| ExoMars Schiaparelli EDM lander                     | ESA RFSA        | 19 Oktobar 2016      | 2° 04′ Ј; 353° 47′ И / 2.07° Ј; 353.79° И               | Kontakt je izgubljen nakon ulaska i aktiviranja padobrana, ali pre planiranog sletanja. Snažan udar na površinu.                                      |
| InSight                                             | SAD             | 26 Novembar 2018     | 4° 30′ С; 135° 54′ И / 4.5° С; 135.9° И                 | Uspešno meko sletanje. |
| Mars 2020 Perseverance rover i Ingenuity helikopter | SAD             | 18 Februar 2021      | 18° 26′ 41″ С; 77° 27′ 03″ И / 18.4447° С; 77.4508° И   | Mars rover i helikopter. Uspešno meko sletanje u Jezero Krater. Helikopter je raspoređen iz rovera 3. aprila 2021.                                    |
| Tianven-1 lander i Zhurong rover                    | Kina            | 14 Maj 2021          | 25° 06′ С; 109° 54′ И / 25.1° С; 109.9° И               | Uspešno meko sletanje u Utopia Planitia. Zhurong rover postavljen 22. maja 2021.                                                                      |

### Jupiter
Jupiter je gasni džin sa veoma velikim atmosferskim pritiskom i unutrašnjom temperaturom i stoga ne postoji poznata tvrda površina na koju bi se „sletelo“.
| Misija                    | Država/Agencija | Datum sletanja/Udara | Napomene                                                                                  |
| ------------------------- | --------------- | -------------------- | ----------------------------------------------------------------------------------------- |
| Galileo atmospheric probe | SAD             | 7 Decembar 1995      | Atmosferska sonda Jupitera.                                                               |
| Galileo                   | SAD             | 21 Septembar 2003    | Glavna letelica je namerno bila usmerena na Jupiter i raspala se u Jovijanskoj atmosferi. |

### Saturn
Saturn je gasoviti džin sa veoma velikim atmosferskim pritiskom i unutrašnjom temperaturom i stoga ne postoji poznata tvrda površina na koju bi se „sletelo“.
| Misija          | Država/Agencija | Datum sletanja/Udara | Napomene                                                                                |
| --------------- | --------------- | -------------------- | --------------------------------------------------------------------------------------- |
| Cassini orbiter | SAD             | 15 Septembar 2017    | Glavna letelica je namerno bila usmerena na Saturn i raspala se u Saturnovoj atmosferi. |

## Planetarni meseci

### ZemljinMesec
| Misija                          | Država/Agencija | Datum sletanja/Udara      | Kordinate                                                                                               | Napomene |
| ------------------------------- | --------------- | ------------------------- | --- | --- |
| Luna 2                          | SSSR            | 13 Septembar 1959         | 29° 06′ С; 0° 00′ И / 29.1° С; -0° И                                                                    | Nameran jak udar. |
| Ranger 4                        | SAD             | 26 April 1962             | 15° 30′ Ј; 130° 42′ З / 15.5° Ј; 130.7° З                                                               | Nenamerni jak udar; pogodio dalju stranu Meseca zbog kvara navigacionog sistema.                                                                      |
| Ranger 6                        | SAD             | 2 Februar 1964            | 9° 24′ С; 21° 30′ И / 9.4° С; 21.5° И                                                                   | Nameran jak udar. |
| Ranger 7                        | SAD             | 31 Jul 1964               | 10° 21′ Ј; 20° 35′ З / 10.35° Ј; 20.58° З                                                               | Nameran jak udar. |
| Ranger 8                        | SAD             | 20 Februar 1965           | 2° 43′ С; 24° 37′ И / 2.72° С; 24.61° И                                                                 | Nameran jak udar. |
| Ranger 9                        | SAD             | 24 Mart 1965              | 12° 50′ Ј; 2° 22′ З / 12.83° Ј; 2.37° З                                                                 | Nameran jak udar. |
| Luna 5                          | SSSR            | 12 Maj 1965               | 31° S 8° W / 31° Ј; 8° З                                                                                | Neuspešan pokušaj mekog sletanja; udario u Mesec. |
| Luna 7                          | SSSR            | 7 Oktobar 1965            | 9° 48′ С; 47° 48′ З / 9.8° С; 47.8° З                                                                   | Neuspešan pokušaj mekog sletanja; udario u Mesec. |
| Luna 8                          | SSSR            | 6 Decembar 1965           | 9° 36′ С; 62° 00′ З / 9.6° С; 62° З                                                                     | Neuspešan pokušaj mekog sletanja; udario u Mesec. |
| Luna 9                          | SSSR            | 3 Februar 1966            | 7° 08′ С; 64° 22′ З / 7.13° С; 64.37° З                                                                 | Prvo uspešno meko sletanje; prve slike sa površine.                                                                                                   |
| Surveyor 1                      | SAD             | 2 Jun 1966                | 2° 28′ Ј; 43° 20′ З / 2.47° Ј; 43.33° З                                                                 | Mekano sletanje. |
| Surveyor 2                      | SAD             | 23 Septembar 1966         | | Neuspešan pokušaj mekog sletanja; udario u Mesec. |
| Lunar Orbiter 1                 | SAD             | 29 Oktobar 1966           | | Lunarni orbiter, namerno se srušio na kraju misije.                                                                                                   |
| Luna 13                         | SSSR            | 24 Decembar 1966          | 18° 52′ N 62° 3′ W / 18.867° С; 62.050° З                                                               | Mekano sletanje. |
| Surveyor 3                      | SAD             | 20 April 1967             | 3° 01′ 41″ Ј; 23° 27′ 30″ З / 3.028175° Ј; 23.458208° З                                                 | Mekano sletanje. Prvi lender koji je posetila kasnija misija sa posadom (Apollo 12) koja je čak donela i njegove komponente.                          |
| Surveyor 4                      | SAD             | 17 Jul 1967               | | Kontakt izgubljen pri spuštanju. |
| Surveyor 5                      | SAD             | 11 Septembar 1967         | 1° 28′ С; 23° 12′ И / 1.46° С; 23.20° И                                                                 | Mekano sletanje. |
| Surveyor 6                      | SAD             | 10 Novembar 1967          | 0° 29′ С; 1° 24′ З / 0.49° С; 1.40° З                                                                   | Mekano sletanje. |
| Surveyor 7                      | SAD             | 10 Januar 1968            | 40° 52′ Ј; 11° 28′ З / 40.86° Ј; 11.47° З                                                               | Mekano sletanje. |
| Apollo 11                       | SAD             | 20 Jul 1969               | 0° 40′ 26.69″ N 23° 28′ 22.69″ E / 0.6740806° С; 23.4729694° И                                          | Prvo sletanje sa posadom na vanzemaljsko telo. |
| Luna 15                         | SSSR            | 21 Jul 1969               | | Mogući pokušaj vraćanja uzorka; udario u Mesec. Nije misija sa posadom.                                                                               |
| Apollo 12                       | SAD             | 18 Novembar 1969          | 3° 00′ 45″ Ј; 23° 25′ 18″ З / 3.012389° Ј; 23.421569° З                                                 | Misija sa posadom. |
| Apollo 13                       | SAD             | 14 April 1970             | | S-IVB stepen se srušio radi seizmičkog istraživanja (na ovaj način su srušene i raketne stepenice nekih drugih Apolo misija koje su uspešno sletele ) |
| Luna 16                         | SSSR            | 20 Septembar 1970         | 0° 41′ S 56° 18′ E / 0.683° Ј; 56.300° И                                                                | Prvi uspešan povratak uzorka robota. |
| Luna 17/Lunokhod 1              | SSSR            | 17 Novembar 1970          | 38° 17′ N 35° 0′ W / 38.283° С; 35.000° З                                                               | Robotski lunarni rover. |
| Apollo 14                       | SAD             | 5 Februar 1971            | 3° 38′ 43.08″ S 17° 28′ 16.90″ W / 3.6453000° Ј; 17.4713611° З                                          | Misija sa posadom. |
| Apollo 15                       | SAD             | 30 Jul 1971               | 26° 7′ 55.99″ N 3° 38′ 1.90″ E / 26.1322194° С; 3.6338611° И                                            | Misija sa posadom; lunarni rover. |
| Luna 18                         | SSSR            | 11 Septembar 1971         | | Neuspeli pokušaj vraćanja uzorka; verovatno sletanje.                                                                                                 |
| Luna 20                         | SSSR            | 21 Februar 1972           | 3° 32′ N 56° 33′ E / 3.533° С; 56.550° И                                                                | Robotski povratak uzorka. |
| Apollo 16                       | SAD             | 21 April 1972             | 8° 58′ 22.84″ S 15° 30′ 0.68″ E / 8.9730111° Ј; 15.5001889° И                                           | Misija sa posadom; lunarni rover. |
| Apollo 17                       | SAD             | 7 Decembar 1972           | 20° 11′ 26.88″ N 30° 46′ 18.05″ E / 20.1908000° С; 30.7716806° И                                        | Misija sa posadom; lunarni rover. Poslednje sletanje posade na vanzemaljska tela do danas.                                                            |
| Luna 21/Lunokhod 2              | SSSR            | 8 Januar 1973             | 25° 51′ N 30° 27′ E / 25.850° С; 30.450° И                                                              | Robotski lunarni rover. |
| Luna 23                         | SSSR            | 6 Novembar 1974           | | Neuspeli pokušaj vraćanja uzorka; oštećen pri sletanju. Radio je 3 dana na površini.                                                                  |
| Luna 24                         | SSSR            | 18 Avgust 1976            | 12° 45′ N 62° 12′ E / 12.750° С; 62.200° И                                                              | Robotski povratak uzorka. |
| Hiten                           | Japan           | 10 April 1993             | | Lunarni orbiter, namerno se srušio na kraju misije.                                                                                                   |
| Lunar Prospector                | SAD             | 31 Jul 1999               | 87° 42′ Ј; 42° 06′ И / 87.7° Ј; 42.1° И                                                                 | Lunarni orbiter, namerno se srušio u polarni krater na kraju misije da testira oslobađanje vodene pare (nije otkriveno).                              |
| SMART-1                         | ESA             | 3 Septembar 2006          | | Lunarni orbiter, namerno se srušio na kraju misije.                                                                                                   |
| Chandrayaan-1 Moon Impact Probe | Indija          | 14 Novembar 2008          | | Impactor. Pronađena voda. |
| SELENE Rstar (Okina)            | Japan           | 12 Februar 2009           | | Lunarni orbiter, namerno se srušio na kraju misije.                                                                                                   |
| Chang'e 1                       | Kina            | 1 Mart 2009               | | Lunarni orbiter, namerno se srušio na kraju misije.                                                                                                   |
| Kaguya                          | Japan           | 10 Jun 2009               | | Lunarni orbiter, namerno se srušio na kraju misije.                                                                                                   |
| LCROSS (Centaur)                | SAD             | 9 Oktobar 2009            | 84° 40′ 30″ Ј; 48° 43′ 30″ З / 84.675° Ј; 48.725° З 84° 43′ 44″ Ј; 49° 21′ 36″ З / 84.729° Ј; 49.360° З | Impactors. Voda potvrđena. |
| LCROSS (Shepherding Spacecraft) | SAD             | 9 Oktobar 2009            | 84° 40′ 30″ Ј; 48° 43′ 30″ З / 84.675° Ј; 48.725° З 84° 43′ 44″ Ј; 49° 21′ 36″ З / 84.729° Ј; 49.360° З | Impactors. Voda potvrđena. |
| Chang'e 3                       | Kina            | 14 Decembar 2013          | 44° 07′ С; 19° 31′ З / 44.12° С; 19.51° З                                                               | Prvo meko sletanje na Mesec od 1976, lunarni rover.                                                                                                   |
| Chang'e 4                       | Kina            | 3 Januar 2019             | 45° 30′ Ј; 177° 36′ И / 45.5° Ј; 177.6° И                                                               | Prvo meko sletanje na drugu stranu Meseca, lunarni rover.                                                                                             |
| Beresheet                       | Izrael          | 11 April 2019             | | Izraelski lunarni lender pao je na Mesec. |
| Chandrayaan-2                   | Indija          | 8 Septembar 2019          | | Prvi pokušaj sletanja blizu južnog pola Meseca; izgubio kontakt na 2,1 km (1,3 mi) i srušio se.                                                       |
| Chang'e 5                       | Kina            | 1 Decembar 2020           | 43° 03′ 27″ С; 51° 54′ 58″ З / 43.0576° С; 51.9161° З                                                   | Prva misija povratka lunarnog uzorka od strane Kine. Uzorak je uspešno vraćen na Zemlju 16. decembra 2020.                                            |
| Chang'e 5                       | Kina            | 7 Decembar 2020           | 30° S 0° E / 30° Ј; 0° И                                                                                | Namenski uticaj faze uspona nakon isporuke uzorka na orbiter.                                                                                         |
| OMOTENASHI                      | SAD             | Novembar 2022 (planirano) | | Neuspešan pokušaj; kontakt je izgubljen nakon raspoređivanja.                                                                                         |

### Prirodni sateliti Marsa
Fobos
| Misija   | Država/Agencija | Datum sletanja/Udara     | Kordinate | Napomene                                                                            |
| -------- | --------------- | ------------------------ | --------- | ----------------------------------------------------------------------------------- |
| Phobos 2 | SSSR            | Februar 1989 (planirano) |           | Sletanje na Fobos je bilo planirano, ali nikada nije pokušano zbog gubitka kontakta |

### Prirodni sateliti Saturna
Titan
| Misija        | Država/Agencija | Datum sletanja/Udara | Kordinate                                               | Napomene                                                                                   |
| ------------- | --------------- | -------------------- | ------------------------------------------------------- | ------------------------------------------------------------------------------------------ |
| Huygens probe | ESA             | 14 Januar 2005       | 10° 17′ 37″ Ј; 163° 10′ 39″ И / 10.2936° Ј; 163.1775° И | Titan plutajući lender. Uspešno meko sletanje. Podaci se prenose 90 minuta nakon sletanja. |

## Druga tela

### Asteroidi
| Telo      | Misija                           | Država/Agencija     | Datum sletanja/Udara | Kordinate | Napomene |
| --------- | -------------------------------- | ------------------- | -------------------- | --------- | --- |
| Eros      | NEAR Shoemaker                   | SAD                 | 12 Februar 2001      |           | Dizajniran kao orbiter, ali je improvizovano sletanje izvršeno po završetku glavne misije. Prenos sa površine trajao je oko 16 dana.                              |
| Itokawa   | Hayabusa                         | Japan               | 19 Novembar 2005     |           | Slučajno ostao 30 min. |
| Itokawa   | Hayabusa                         | Japan               | 25 Novembar 2005     |           | Ostao 1 sek. Povrat uzorka (veoma mala količina prašine uspešno vraćena na Zemlju).                                                                               |
| Ryugu     | Hayabusa2                        | Japan               | 21 Septembar 2018    |           | MINERVA-II Rover-1A i Rover-1B, uspešno raspoređeni i vratili podatke sa površine.                                                                                |
| Ryugu     | Hayabusa2                        | Francuska / Nemačka | 3 Oktobar 2018       |           | MASCOT rover, uspešno raspoređen i vratio podatke sa površine. |
| Ryugu     | Hayabusa2                        | Japan               | 21 Februar 2019      |           | Hayabusa2 prvi touchdovn. Uspešno sakupljen uzorak sa površine. Uzorak je vraćen na Zemlju 5. decembra 2020.                                                      |
| Ryugu     | Hayabusa2                        | Japan               | 5 April 2019         |           | Small Carry-on Impactor (SCI), ispaljen na površinu kako bi se stvorio krater iz kojeg se uzorkuje materijal ispod površine                                       |
| Ryugu     | Hayabusa2                        | Japan               | April 2019           |           | Kamera koja je postavljena fotografisala je udar koji je stvorio mali ručni udarnik. Pretpostavlja se da je pao na asteroid.                                      |
| Ryugu     | Hayabusa2                        | Japan               | 11 Jul 2019          |           | Hayabusa2 drugi tačdaun. Uspešno prikupljen uzorak podzemnog materijala iz kratera koji je stvorio SCI. Uzorak je vraćen na Zemlju 5. decembra 2020.              |
| Ryugu     | Hayabusa2                        | Japan               | Oktobar 2019         |           | MINERVA-II Rover-2, nije uspeo pre postavljanja, pa je pušten u orbitu oko asteroida da izvrši gravitaciona merenja pre nego što je udario nekoliko dana kasnije. |
| Bennu     | OSIRIS-REx                       | SAD                 | 20 Oktobar 2020      | 56°N 43°E | OSIRIS-REx touchdovn, sakupljeni uzorak sa površine. |
| Dimorphos | Double Asteroid Redirection Test | SAD                 | 26 Septembar 2022    |           | Nameran jak udar. Prvo telo Sunčevog sistema namerno je skrenulo (malo) sa svoje orbite..                                                                         |

### Komete
| Telo                            | Misija      | Država/Agencija | Datum sletanja/Udara | Kordinate | Napomene |
| ------------------------------- | ----------- | --------------- | -------------------- | --------- | --- |
| Comet 9P/Tempel 1               | Deep Impact | SAD             | 4 Jul 2005           |           | Impactor. |
| Comet 67P/Churyumov–Gerasimenko | Rosetta     | ESA             | 12 Novembar 2014     |           | Philae lender. Uspešno meko sletanje, ali su sidra promašila i Fila je odskočila više puta pre nego što se zaustavila. Philae je nakratko preneo prenos, ali nije mogao da zadrži snagu zbog svog nezgodnog sletanja. |
| Comet 67P/Churyumov–Gerasimenko | Rosetta     | ESA             | 29 Septembar 2016    |           | Orbiter Rosetta je namerno pao na kometu. |